# Magnifica Comunità di Fiemme

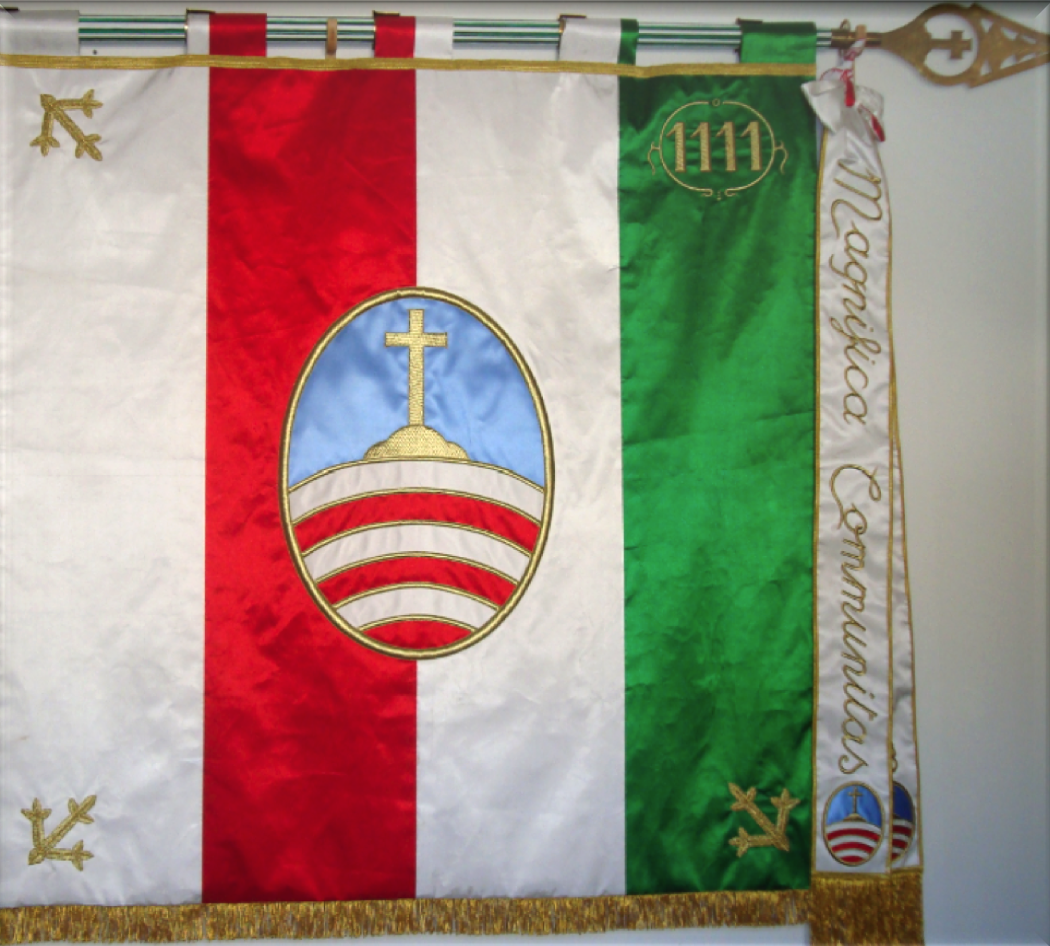
Foto della bandiera

La Magnifica Comunità di Fiemme (Talgemeinde Fleims in tedesco) è una vicinia il cui territorio si estende, oltre che propriamente in Val di Fiemme, anche in parte della Val di Fassa e dell'Alto Adige. Comprende i comuni di Moena (Moena), Predazzo (Pardàc), Ziano (Suàn), Panchià (Pancià), Tesero (Tiézer), Cavalese (Cavalés), Ville di Fiemme (Le Vìle), Castello-Molina di Fiemme (Castèl - Molina), Trodena nel parco naturale (Truden im Naturpark; BZ).

## Storia
Esistono documenti storici risalenti anche all'anno 1111, conservati nel palazzo della Magnifica a Cavalese, e altri si trovano presso le parrocchie dei comuni che la compongono e a Trento, Innsbruck, Vienna, Monaco di Baviera. Le varie fasi della storia della Magnifica sono ancora oggetto di studio. I vari termini che indicano i comuni hanno radici storiche (regole), i rappresentanti di ciascun comune (i regolani, i sindaci di una volta), i capifamiglia (capifuoco), il rappresentante legale della Magnifica (scario), i residenti (vicini), i nuclei famigliari (fuochi) e gli organi istituzionali (Comun Generale, Consiglio di Regola, Consiglio dei Regolani).
Lo Statuto attuale affonda le sue radici nei "Privilegi" storici, nelle consuetudini del passato e nei "Patti Gebardini" firmati con il vescovo Gebardo di Trento nell'anno 1111, a seguito della pretesa del vescovo di nuovi tributi.

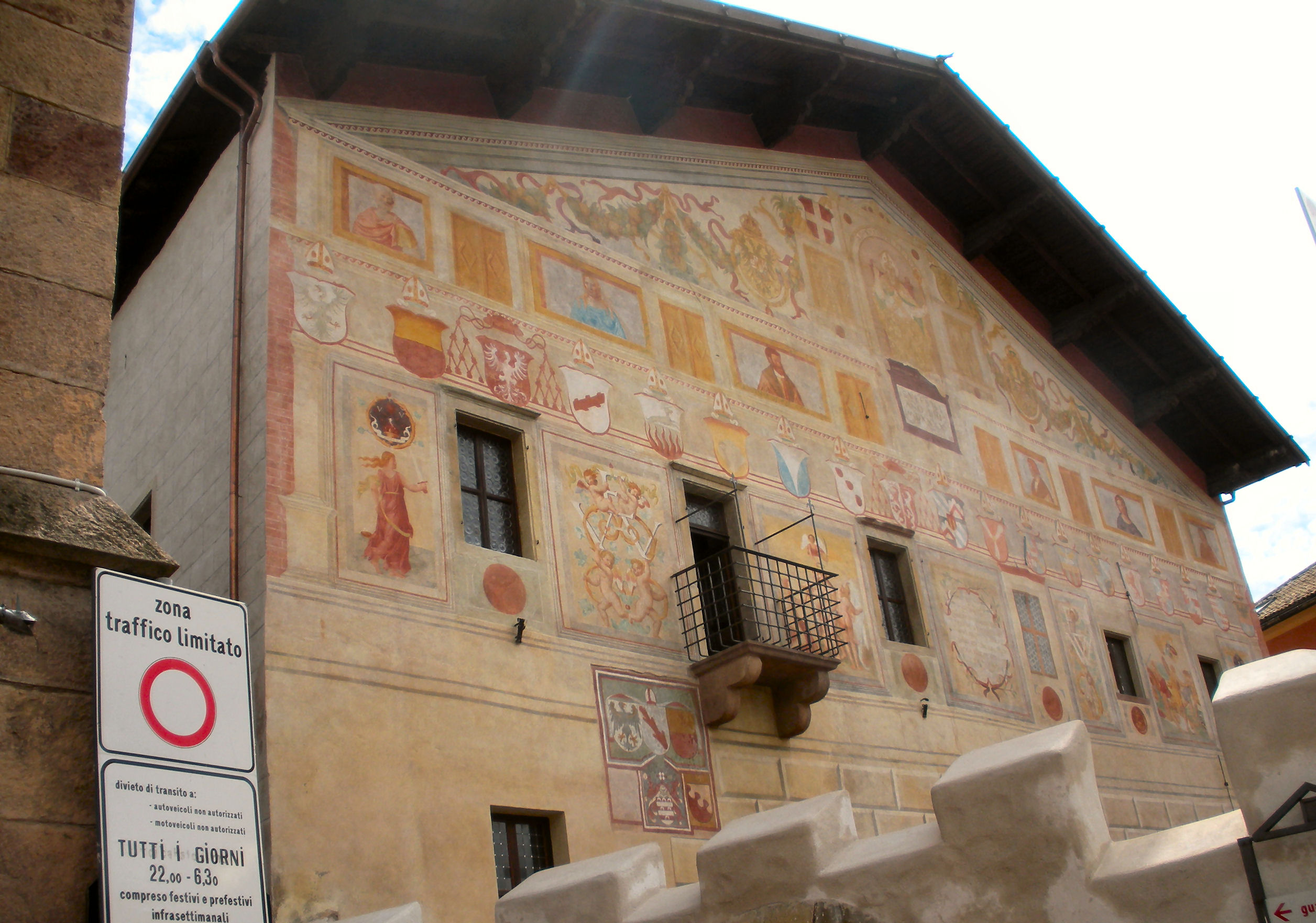
Palazzo della Magnifica Comunità di Fiemme

Nel 1486 venne costruita a Cavalese la residenza estiva dei principi vescovi di Trento, trasformata poi in dimora durante il principato di Bernardo Clesio e oggi sede della Comunità.
Giunse infine l'era napoleonica e il governo bavarese, che trasformarono le "Regole" in Comuni. Sotto la dominazione austriaca la Comunità mantenne solamente l'amministrazione dei propri beni, continuando a garantire l'unione economica e gestionale degli 11 paesi che ancora oggi la compongono. Così la comunità continuava a mantenere le sue funzioni secolari amministrando per il bene comune i boschi, i diritti e gli usi civici, con appositi regolamenti.
La Magnifica Comunità di Fiemme amministra un patrimonio collettivo soggetto a uso civico, appartenente alla Communitas dei Vicini di Fiemme, ovvero alla comunità delle persone residenti nelle undici Regole che la compongono (i nove comuni o ex comuni della Valle di Fiemme più Moena e Trodena). Il patrimonio collettivo consta di 20.000 ettari di bosco e pascoli, dello storico Palazzo vescovile che si erge nel centro di Cavalese e alcuni immobili. 
Gli organi istituzionali sono il "Consiglio dei Regolani" (consiglio di amministrazione, costituito da un rappresentante - Regolano - per ciascuna Regola), il "Comun Generale" (ne fanno parte i rappresentanti eletti nelle undici Regole in numero proporzionale ai Vicini) e lo Scario (ruolo equivalente a quello di Presidente: viene eletto dal Consiglio dei Regolani al suo interno). Gli organi di cosiddetta garanzia sono il "Collegio di Controllo" ed il "Collegio dei Revisori".
Negli ultimi anni si è sviluppato il suo ruolo di azienda commerciale nel settore del legno.

### Sede
La sede della Magnifica Comunità di Fiemme è il palazzo della Magnifica Comunità di Fiemme a Cavalese, edificio rinascimentale che ospita oltre all'archivio storico dell'ente anche una pinacoteca che raccoglie dipinti della  Scuola pittorica fiemmese. Tale scuola riuscì a caratterizzarsi in modo autonomo ed a distaccarsi dalle influenze settecentesche veneziane.  
Dopo un lungo periodo di restauro il palazzo della Magnifica Comunità di Fiemme è stato riaperto al pubblico dal 5 luglio 2012. Si possono visitare le stanze della residenza vescovile decorate da affreschi cinquecenteschi. L'ultimo momento storico dell'edificio è testimoniato dalla carceri ottocentesche che conservano sulle pareti delle celle le incisioni lasciate dai prigionieri.

## Statuto
La Magnifica Comunità di Fiemme è una formazione sociale che comprende tutti i Vicini, i quali posseggono un patrimonio collettivo consistente prevalentemente in boschi e pascoli, con strutture annesse. Anche i beni storici ed artistici fanno parte di questo patrimonio.
Per poter effettuare la richiesta che consenta di entrare a far parte della Magnifica Comunità ed essere quindi considerati Vicini è necessario essere residenti in uno dei territori delle Regole da almeno venticinque anni 
I Vicini hanno il diritto di utilizzare il territorio come pascolo, per cacciare e pescare, "di cavar sabbia e sassi", di sfruttare la produzione di legno ed altri prodotti del bosco, di sfruttare comunque il territorio ma secondo regolamenti appositi e nel rispetto, ovviamente, delle leggi esistenti.
Inoltre le rendite di gestione del patrimonio devono poter essere godute, direttamente od indirettamente, da tutti i Vicini ma soprattutto dai meno abbienti. Si tende a reinvestire gli utili oppure a destinarli ad iniziative culturali, sociali ed economiche di interesse collettivo.

## Stemma
Lo stemma della Magnifica Comunità di Fiemme fu concesso nel 1587 dal principe vescovo di Trento Ludovico Madruzzo come segno di distinzione per i meriti acquisiti dalla comunità.
I simboli araldici che contiene sono la croce dorata per il principato vescovile di Trento, i monti e le strisce bianche e rosse.
Che lo stemma sia stato concesso ad una comunità intera e non ad una persona o ad un casato è un fatto singolare per l'epoca.

## Bandiera

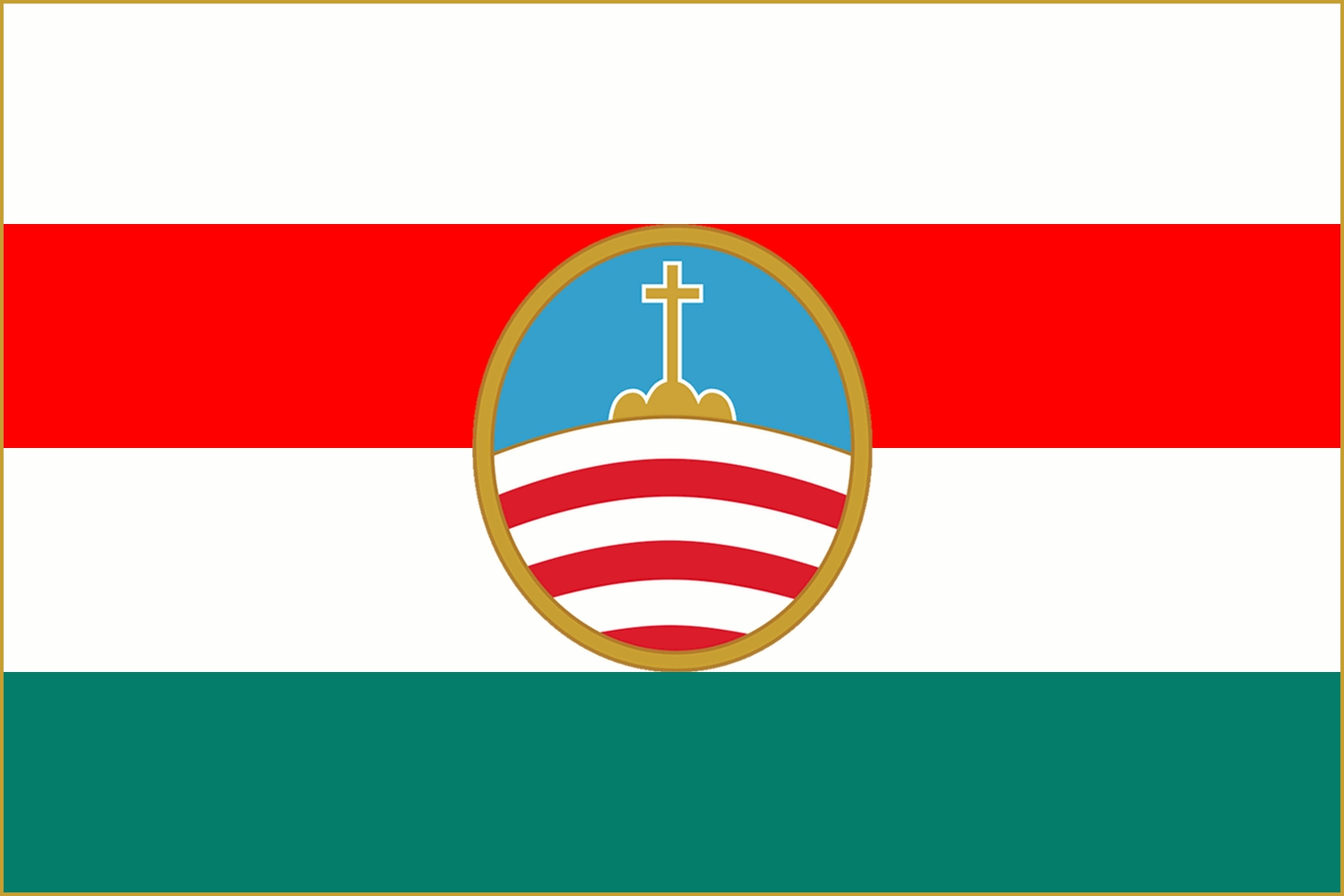
La bandiera della Magnifica Comunità di Fiemme

Fino alla metà del XIX secolo la Magnifica Comunità di Fiemme non aveva una propria bandiera e in occasione di celebrazione o festeggiamenti veniva utilizzata quella della Regola di Cavalese oppure quella dei bersaglieri tirolesi. Nel 1858 il Luogotenente del Tirolo l'Arciduca Carlo Lodovico d'Asburgo, fratello dell'Imperatore Francesco Giuseppe I d'Austria, compì una visita nel Tirolo di lingua italiana e passò a Cavalese in occasione dell'inaugurazione del poligono di tiro. Fu una giornata di grande festa in onore dell'illustre ospite alla quale partecipò gran parte della popolazione della valle assieme alle compagnie di Schützen, le bande di Cavalese, Tesero e Predazzo e gli sbandieratori delle Regole. L'Arciduca però si accorse che la Magnifica Comunità in quanto tale non possedeva una propria bandiera. Tornato ad Innsbruck fece approntare per lo storico ente fiemmese una bandiera.
La bandiera di seta, delle dimensioni 1,60 × 1,60 m, è costituita affiancando i colori bianco rosso della contea del Tirolo ai colori bianco verde degli Schützen, inoltre, su un lato della stessa spiccava l'aquila bicipite imperiale e sull'altro la Madonna Immacolata, oltre ad un nastro riportante la scritta "Arciduca Carlo Lodovico d'Austria" e la data "1858". Fu utilizzata per tutte le celebrazioni o festeggiamenti fino al 1918, quando il Tirolo a sud del Brennero, quindi anche il Trentino passarono al Regno d'Italia. Fortunatamente la bandiera non venne requisita o distrutta come tutte le bandiere delle Compagnie di bersaglieri tirolesi e di altre associazioni austroungariche ma furono staccati lo stemma imperiale austriaco e l'immagine dell'Immacolata e poté così essere conservata presso la Magnifica Comunità come bandiera storica.
La bandiera che ne prese il posto, ed utilizzata fino al 1946, fu quella della Regola di Cavalese, realizzata  subito dopo la fine della prima guerra mondiale. Non vennero usati i colori del vecchio vessillo e fu creata la bandiera riportante un tricolore con al centro lo stemma della Magnifica Comunità. Negli ultimi anni è stato sottoposto da alcuni Vicini il problema della inadeguatezza della bandiera col tricolore e dell'opportunità della sua sostituzione con la bandiera storica esistente, vale a dire quella donata dall'Arciduca d'Austria Carlo Lodovico. La bandiera comunitaria con i colori bianco rosso e bianco verde è stata ufficialmente adottata dal Consiglio dei Regolani il 31 luglio 2008, dopo accurate ricerche storiche, ed è stata solennemente benedetta sabato 8 ottobre 2011, alla presenza del vescovo di Trento.

## Opere della comunità
- ripulitura dell'alveo dell'Avisio nel 1550, per il deflusso del legname
- realizzazione della prima grande arteria di collegamento verso l'esterno, la Strada Commerciale Egna-Moena, e sua gestione fino a inizio Novecento
- cura e coordinamento della lunga fase di progettazione della linea ferroviaria, quella che per ragioni militari sarebbe divenuta la ferrovia Ora-Predazzo
- acquisto in tempi di carestia di grano per la popolazione
- negli anni cinquanta la costruzione dell'ospedale di Fiemme a Cavalese, oggi passato all'ente pubblico
- sostegno della terza età con un aiuto economico nella costruzione delle case di riposo di Predazzo e Tesero